# Gibberula lucia
Gibberula lucia is een slakkensoort uit de familie van de Cystiscidae. De wetenschappelijke naam van de soort is voor het eerst geldig gepubliceerd in 1877 door Jousseaume.